# Rouge Diamant
Pour plus de détails, voir Fiche technique et Distribution.
Rouge Diamant est un téléfilm franco-canadien réalisé par Hervé Renoh en 2011 et diffusé le 11 février 2011 sur France 2. Il s'agit d'un épisode pilote pour une éventuelle série télévisée. Il a été tourné entièrement en anglais aux États-Unis. 

## Synopsis
Scallie, sorte d'Arsène Lupin des temps modernes, signe ses exploits d'une carte, le valet de carreau. Ce voleur, adepte des cambriolages sans violence, opère dans une station très huppée de la région des Hamptons dans l'État de New York. Un jour, son chemin croise celui de Campbell Lassiter, un joueur de tennis qui a abandonné le circuit professionnel pour s'occuper de son père malade.

## Fiche technique
- Titre : Rouge Diamant
- Titre original : Jack of Diamonds
- Réalisation : Hervé Renoh
- Scénario : Peter Hume
- Photographie : Michel St-Martin (en)
- Décors : Louis Dandonneau
- Costumes : Sylvie Ong
- Montage : François Charpentier
- Musique : Frédéric Porte,  Patrick Savage (en) et Holeg Spies
- Production : Jesse Prupas
- Société de production : Gaumont et Muse Entertainment (en)
- Pays de production :  France et  Canada
- Tournage : Montréal, Québec, Canada
- Langue originale : Anglais
- Format : Couleur - 1.78:1 - Son : Stéréo
- Genre : Action, Comédie, Drame
- Durée : 90 minutes
- Dates de sortie :
  -  France : 11 février 2011 sur France 2
  -  Canada : 12 février 2011 sur Showcase

## Distribution
- Jean-Yves Berteloot : Pascal Leroy dit Scallie
- John Bregar (en) : Campbell Lassiter
- Susan Almgren : Grace Lassiter
- David Gow : David Lassiter
- Sarah Smyth (en) : Lane Merrin
- Daniel Lundh : Javier Rodriguez
- James A. Woods (en) : Brandt Beck
- Gabriella Wright : Nadia Raminez
- Jayne Heitmeyer : Candice Faber
- Warona Setshwaelo : Réceptionniste Kala
- Charlotte Legault : Shaylen Lassiter
- Paul Hopkins (en) : Vance Vartan
- Ivan Smith : Blackett
- Tom Ross : Lucas
- Barry Blake : Albert Himes
- Danny Blanco Hall : Jorge Horta
- Catherine Colvey : Julia
- Michael McNally : Ronald
- Russell Yuen : Maeestro
- Meghan Gabruch : Fille méchante
- Sara Verhagen : Voisine

## Diffusion
En France, le téléfilm est diffusé pour la première fois sur France 2 le 11 février 2011. Il a connu une faible audience, étant suivi par 2 539 000 téléspectateurs soit 10,5 % de parts de marché.

## Nominations
- Prix Gemini : 
  - 2011 : Meilleur scénario dans un programme dramatique ou une mini-série pour Peter Hume

- Prix ACTRA : 
  - 2013 : Meilleure performance féminine pour Susan Almgren